# پنراداک
پنراداک (به انگلیسی: Penruddock) یک روستا در بریتانیا است که در کامبریا واقع شده‌است.